# لوکا کاپچی
لوکا کاپچی (انگلیسی: Luca Capecchi؛ زادهٔ ۴ اوت ۱۹۷۴) بازیکن فوتبال اهل ایتالیا است.
از باشگاه‌هایی که در آن بازی کرده‌است می‌توان به باشگاه فوتبال کالیاری، باشگاه فوتبال اسپال، باشگاه فوتبال چیتادلا، و باشگاه فوتبال پیزا اشاره کرد.